# Вук Митошевич
Вук Митошевич (серб. Вук Митошевић / Vuk Mitošević, нар. 12 лютого 1991, Новий Сад) — сербський футболіст, півзахисник казахстанського клубу «Шахтар» (Караганда).
Виступав, зокрема, за клуб «Воєводина», а також молодіжну збірну Сербії.

## Клубна кар'єра
Народився 12 лютого 1991 року в місті Новий Сад. Вихованець футбольної школи клубу «Воєводина» з рідного міста. 2009 року для отримання ігрової практики Вука було віддано в оренду в клуб третього дивізіону «Палич». Повернувшись до рідної команди дебютував у сербській Суперлізі 21 квітня 2010 року в матчі проти «Млади Радника» (3:1). Свій перший гол у Суперлізі він забив 6 листопада 2010 року в грі проти «Бораца» (4:0). Всього у «Воєводині» Митошевич провів чотири сезони, взявши участь у 51 матчі чемпіонату.
Влітку 2013 році Митошевич перейшов у «Ягодину», з якої у 2015 році відправився до Казахстану, де по сезону провів у клубах «Кайсар» та «Актобе».
На початку 2017 року Вук повернувся до Сербії і грав за місцеві команди «Явор» (Іваниця) та «Радник» (Сурдулиця), а влітку 2018 року він був підписаний угорською «Кішвардою».
Не закріпившись у складі нової команди, у січні 2019 року угорський клуб розірвав контракт з сербом, який 14 січня повернувся до рідної «Воєводини».
У 2019—2020 роках Митошевич грав на батьківщині за «Радник» (Сурдулиця), а у лютому 2021 року став гравцем казахстанського «Шахтаря» (Караганда). Станом на 29 липня 2021 року відіграв за команду з Караганди 14 матчів в національному чемпіонаті.

## Виступи за збірні
2007 року дебютував у складі юнацької збірної Сербії (U-17), загалом на юнацькому рівні взяв участь у 21 іграх, відзначившись одним забитим голом.
Протягом 2011—2012 років залучався до складу молодіжної збірної Сербії. На молодіжному рівні зіграв у 6 офіційних матчах.